# Сан-Маркос (муниципалитет Герреро)
Муниципалитет Сан-Маркос (исп. Municipio de San Marcos) — один из 85 муниципалитетов мексиканского штата Герреро, расположенный на побережье Тихого океана, в регионе Коста-Чика (исп.). Административный центр муниципалитета — город Сан-Маркос.

## География

### Местоположение
Муниципалитет Сан-Маркос расположен на юго-восточном побережье штата Герреро, в геоэкономическом и культурном регионе Коста-Чика. Муниципалитет расположен между 17°38' и 17°3' северной широты, 99°12' и 99°38' западной долготы относительно Гринвичского меридиана. Площадь муниципалитета составляет 960,7 км², что составляет 1,51 % от общей площади штата.

### Границы муниципалитета
В зависимости от местоположения он имеет административные границы со следующими муниципалитетами и географическими объектами:
| Хуан-Эскудеро       | Текоанапа   | Текоанапа (исп.)      |
| Акапулько-де-Хуарес | Сан-Маркос  | Флоренсио-Вильярреаль |
| Тихий океан         | Тихий океан | Тихий океан           |

### Горы и реки
На территории муниципалитета Сан-Маркос распространены три типа рельефа. Наиболее распространённым является пересечённая местность, расположенная в северной части муниципалитета, с высотами до 750 метров над уровнем моря и занимающая 50 % территории. Этот рельеф включает холмы Монте-Редондо, Фрайле, Лома-Монтеса и Моктесума. Полуравнинные участки занимают 20 % территории и доходят до высоты 250 метров над уровнем моря. Равнинные участки, расположенные в южной части муниципалитета, занимают 30 % территории и расположены на высоте 50 метров над уровнем моря. Административный центр муниципалитета Сан-Маркос расположен в этой области. Самым высоко расположенным населенным пунктом муниципалитета является Тегуахито, высота которого достигает 560 метров над уровнем моря, а самым низко расположенным — Буэна-Виста-дель-Сур, всего в 5 метрах над уровнем моря. Административный центр муниципалитета Сан-Маркос расположен на высоте 50 метров над уровнем моря.
Муниципалитет расположен в гидрологическом регионе Коста-Чика — Рио-Верде. На большей части территории муниципалитета протекает река Некспа и её притоки. Река Папагайо (исп.) с притоками протекают на небольшой территории на северо-западе и юго-западе муниципалитета. В качестве важных гидрологических ресурсов также выделяются притоки рек Эстансия, Кортес, Чакалапа, приток Оликантан и ручей Лас-Вигас или Монтесума. На двух участках реки Парагвай и Некпан разграничивают муниципалитет с Акапулько-де-Хуарес и Флоренсио-Вильярреаль, соответственно. Есть также две лагуны: Эль-Канал и Текомате-Пескерия.

### Климат
Поскольку муниципалитет расположен в тропическом поясе, климат тёплый, полувлажный, с летними дождями (Aw по Кёппену), которые полностью покрывают всю территорию, как и соседние муниципалитеты в регионе. Режим осадков на территории колеблется от 1200 до 1500 мм в среднем за год. В северных и центральных районах наблюдается большее количество осадков регулярно в течение июня, июля, августа и сентября, причём июль и сентябрь являются месяцами с наибольшим количеством наводнений.
Климат на территории очень жаркий, со среднегодовой температурой 26—28 °C на большей её части, особенно в прибрежных (южных) и центральных районах. В северной части территории, из-за большей высоты над уровнем моря, среднегодовая температура ниже и колеблется от 22 до 26 °C, особенно в северных и северо-восточных районах. Преобладают ветра юго-восточного и северо-восточного направления.

### Флора и фауна
Большую часть территории муниципалитета покрывают низкорослые лиственные леса, они разнообразны и встречаются практически везде, преимущественно в центре и на севере. Другие экосистемы, доля которых невелика, — леса северной зоны, которые представлены сосной, дубом, горными лесами или лесами умеренного пояса; также встречаются саванны, мангровые заросли в прибрежной зоне и низинных болотистых участках, облачные леса, а также временные сельскохозяйственные угодья, которые, как и низкорослые лиственные леса, занимают значительную часть территории.
Животный мир муниципалитета представлен преимущественно оленями, белками, кроликами, опоссумами, броненосцами, игуанами, скунсами, енотами, барсуками, гадюками, скорпионами, голубями, длиннохвостыми попугаями, ястребами, стервятниками, дятлами, гусями, чайками и граклами. Морская фауна включает мохарр, крабов, креветок, черепах, ставриду и люциана и прочих.

## Демография
Согласно Переписи населения и жилого фонда Мексики 2020 года (исп.), проведённой Национальным институтом статистики и географии (INEGI), в муниципалитете Сан-Маркос проживало 50 124 человека, из которых 25 550 мужчин и 24 574 женщины. В состав муниципалитета входит 121 населённый пункт. Из них только три, включая административный центр муниципалитета, имеют население более 2500 человек.

### Населённые пункты
В 2022 году в муниципалитете Сан-Маркос насчитывалось 89 населенных пунктов.
| Код INEGI (исп.)   | Название                  | Население (2020) |
| ------------------ | ------------------------- | ---------------- |
| 120530001          | Сан-Маркос                | 13 650           |
| 120530039          | Лас-Месас (исп.)          | 2803             |
| 120530021          | Лас-Крусес (исп.)         | 1711             |
| 120530036          | Льяно-Гранде (исп.)       | 1337             |
| 120530035          | Льяно-де-ла-Пуерта (исп.) | 1262             |
| 120530020          | Эль-Кортес (исп.)         | 1159             |
| 120530052          | Ранчо-Вьехо (исп.)        | 1035             |
| Остальные          | Остальные                 | 17 185           |
| Весь муниципалитет | Весь муниципалитет        | 40 142           |

## Политика

### Муниципальная администрация
Управление муниципалитетом Сан-Маркос осуществляет местная администрация (исп. ayuntamiento, с исп. — «ратуша»), состоящая из мэра (президента муниципалитета) и совета, который, в свою очередь, состоит из представителя-попечителя, четырёх членов совета, избираемых по системе относительного большинства, и ещё двух — по системе пропорционального представительства. Все члены совета избираются жителями муниципалитета на трёхлетний срок без права переизбрания. Это общественное событие проводится в первое воскресенье октября, и сопровождается исполнением гимна «La Iguana». Местная администрация вступает в должность 1 января года, который следует за выборами. В 2019—2021 годах муниципалитетом управляла Партия демократической революции (PRD), победившая на выборах 2018 года в штате (исп.).

### Представители в парламенте
Для выборов представителей муниципалитета в Конгресс штата Герреро (исп.) и представителей в федеральную Палату депутатов Мексики Сан-Маркос разделён на следующие избирательные округа:
- XIII местный избирательный округ штата Герреро с центром в городе Сан-Маркос[15]
- VIII Федеральный избирательный округ Герреро с центром в городе Аютла-де-лос-Либрес[16]

## История

### Название
Некоторые историки утверждают, что изначально муниципалитет назывался Ла-Эстансия, позднее францисканские миссионеры принесли с собой изображение святого Марка, евангелиста. Поэтому город и муниципалитет приняли это название.

### Доиспанская история
В доиспанские времена регион Коста-Чика населяли коренные народы, известные как йопе (исп.). Они произошли от чичимеков, хотя они также были частью народов науа и всегда были связаны с ацтеками. Позже они стали называть себя «мешика», в связи со своим культурным происхождением. Они проживали на побережье Коста-Чика, в Сан-Маркосе и других поселениях.

### Колониальное время
Испанское завоевание привело к появлению метисов (смешанных рас), что весьма характерно для муниципалитета Сан-Маркос и его окрестностей. Стремясь к господству, испанцы бесчеловечно обращались с коренным народом йопе.
Эксплуатация достигла таких масштабов, что некоторые деревни восстали против колониального правления. Наиболее заметным из этих восстаний было восстание индейцев племени йопе из Кваутепека (исп.) в 1531 году, которые напали на индейцев посуцтла, союзников испанцев. Восстание вскоре охватило большую часть Коста-Чики, достигнув реки Некспа, что вынудило жителей Сан-Луис-Акатлана покинуть город.
Узнав о событиях, Кортес отправил из Акапулько военный контингент под командованием капитана Васко Поркалло, которому удалось усмирить регион, практически истребив народ йопе, оставив в живых только женщин и детей. Чтобы предотвратить дальнейшие восстания, Корона приказала обращать в рабство всех восставших коренных жителей, что привело к опустошению прибрежной зоны.
Учитывая сокращение численности коренного населения, испанцы завезли сюда в качестве рабов выходцев из Африки и Карибского бассейна для выполнения тяжёлых работ. Африканцы также характерны для этого муниципалитета, поскольку в населении, особенно на юге, обнаруживаются следы и черты негроидов. Эта раса произошла от причаливания работорговцев, которые курсировали вдоль этого побережья и, помимо товаров, привозили чернокожих для работы на сборе сахарного тростника и на различных плантациях. Чернокожие прибывали в Коста-Чику из порта Уатулько (исп.) в Оахаке, а также из Атлиско, следуя по пути, открытому Матео Анусом и Маулеоном, из Уамуститлана к морю. Помимо работы в полях, их также привозили в качестве слуг и рыбаков.

### XIX век
В 1821 году, после обретения независимости, Агустин де Итурбиде учредил Генерал-капитанство Юг, в состав которого входил и муниципалитет Сан-Маркос. Юридически муниципалитет Сан-Маркос с одноимённым административным центром учреждён указом от 29 сентября 1885 года.

## Культура

### Праздники
25 апреля проводится празднование Дня святого Марка.

### Традиции и обычаи
Мохиганга (исп.), танцы, фиесты, карнавалы.

### Музыка
«Санмаркенья» (исп. La Sanmarqueña), известное музыкальное произведение, было написано священником Эмилио Васкес Хименес примерно в 1919 году, когда он был приходским священником в Сан-Маркосе.

### Ремёсла
Изготовление из глины керамической посуды, покрытой эмалями, — кастрюль, пепельниц, кувшинов, пиньят, глазурованных горшков и глиняных сковородок.

### Кухня
Разнообразие блюд, среди которых популярны:
- барбакоа (исп.) из козлятины, говядины и курицы
- порреадильо (исп. porreadillo) — яйцо с мачакой (измельчённое мясо, исп.) и острым соусом.
- рехьон (исп. región) — фасолевый бульон с мясом, перцем чили, эпасоте и костью.
- фрито (исп. frito) — красный моле с потрохами и свиной головой.

Из напитков популярны:
- чилате (исп.) готовят из какао, риса, корицы, пилонсильо и молока.
- агуа кальенте (исп. agua ardiente, с исп. — «обжигающая вода»), получают путём переработки сахарного тростника, маиса и пилонсильо.

## Национальный конкурс красоты
Дженнифер Васкес Галеана (исп. Jennifer Vázquez Galeana), обладательница звания «Мисс Герреро 2018 года», родом из муниципалитета Сан-Маркос, представляла штат Герреро на конкурсе «Мисс Мексика 2019» (исп.). Она вошла в десятку лучших и заняла первое место в номинации «Красота со смыслом». Она стала первой уроженкой Сан-Маркоса, участвовавшей в национальном конкурсе красоты.